# مير جمله
مير جمله الثاني (بالأردية: میر جملہ دؤم، بالهندية: मीर जुमला द्वितीय بالفارسية: میر جمله دوم) (12 فبراير 1591 – 30 مارس 1663) أو «أمير جمله» المعروف أيضًا بِـ«أردستاني مير محمد». هو قائد عسكري وتاجر ألماس ثري وسياسي قوي لعب دورًا مُهمًا في شبه القارة الهندية؛ تولَّى منصب وزير سلطنة غولكوندا ولاحقًا صوبه دار البنغال والوزير الأعظم للهند المغوليّة.
كان مير جملة سياسيًا قويًا لعب دورًا هامًا في المنطقة الشمالية وشبه الجزيرة الهندية في عهد شاه جهان إلى أورنكزيب، حيث واجه العديد من الشركات الأوروبية المهتمة بالهند، مثل شركة الهند الشرقية الدنماركية، وشركة الهند الشرقية، وشركة الهند الشرقية الهولندية، وشركة الهند الشرقية البرتغالية.
تولى قيادة مؤسسة الأساطيل التجارية الضخمة التي أبحرت في جميع أنحاء سورت، تتا، راخين، أيوديا، بالاسور، آتشيه، ملقا، جوهر، بنتن، ماكاسار، سيلان، بندر عباس، مكة، جدة، البصرة، عدن، مسقط، المخا وجزر المالديف. كان الجانب الأكثر أهمية في حكم مير جملة للبنغال هو حملته العسكرية على الحدود الشمالية الشرقية التي قام فيها بغزو المملكتين الحدوديتين كامروب وآسام.